# فابیو بونچی
فابیو بونچی (انگلیسی: Fabio Bonci؛ زادهٔ ۳۱ ژانویهٔ ۱۹۴۹) بازیکن فوتبال اهل ایتالیا است.
از باشگاه‌هایی که در آن بازی کرده‌است می‌توان به باشگاه فوتبال پروجا، باشگاه فوتبال پارما، باشگاه فوتبال یوونتوس، باشگاه فوتبال رجانا، باشگاه فوتبال آتالانتا، باشگاه فوتبال چزنا، باشگاه فوتبال جنوآ، و باشگاه فوتبال وارزه اشاره کرد.